# Waterford Covered Bridge
Die Waterford Covered Bridge ist eine 26,2 m lange, gedeckte Gitterträger-Holzbrücke, die den LeBoeuf Creek in der Waterford Township im Erie County des Bundesstaates Pennsylvania überquert. Sie wurde 1875 erbaut und am 17. September 1980 in das National Register of Historic Places eingetragen.

## Überblick
Die Waterford Covered Bridge befindet sich in der Waterford Township, 700 m östlich der Ortschaft Waterford an der Niemeyer Road (Township Road 463). Die Brücke quert den LeBoeuf Creek, ein Nebenfluss des French Creek.
Die Brücke wurde von Richard Cross geplant, der dafür ein Gitterträgerfachwerk wählte. Diese Konstruktionsweise hatte sich 1832 Ithiel Town mit dem Ziel patentieren lassen, Brücken mit kleineren, leichteren statt großen, schweren Bauteilen zu konstruieren, deren Fertigung teurer war. Es ist die einzige Brücke dieser Bauart im Erie County und eine von nur neunzehn solcher Bauwerke in Pennsylvania.

## Geschichte
Die Waterford Covered Bridge wurde 1875 durch die Brüder Charles and James Phelps erbaut.
Eine Tafel am Giebel eines der Brückenportale hatte die Aufschrift „Old Kissing Bridge built in 1875 the Phelps Bros“, diese Tafel befindet sich nicht mehr an Ort und Stelle.
2001 erhielt die Waterford Township einen Zuschuss von 54.000 US-Dollar von der Pennsylvania Historical and Museum Commission (PHMC), um Dachsparren, Dachschalung und Dachschindeln der Brücke zu erneuern.
Die Brücke wurde zweimal beschädigt, als zu große Lastwagen versuchten, die Brücke zu befahren. Der erste Zwischenfall ereignete sich am 17. Juni 2003, als ein Kastenwagen vom Typ Ford F-450 versuchte, über die Brücke zu fahren. Beim zweiten Zwischenfall am 9. Dezember 2005 war ein Lastwagen von FedEx involviert, der etwa 25 cm höher als die Durchfahrtshöhe von 305 cm und 1680 kg über der erlaubten Nutzlast von 3 ST wog. Mehrere der Planken, Stützbalken und Kreuzstücke wurden beschädigt, die Integrität der Brücke litt aber keinen Schaden, sodass diese für den Verkehr nicht geschlossen werden musste.

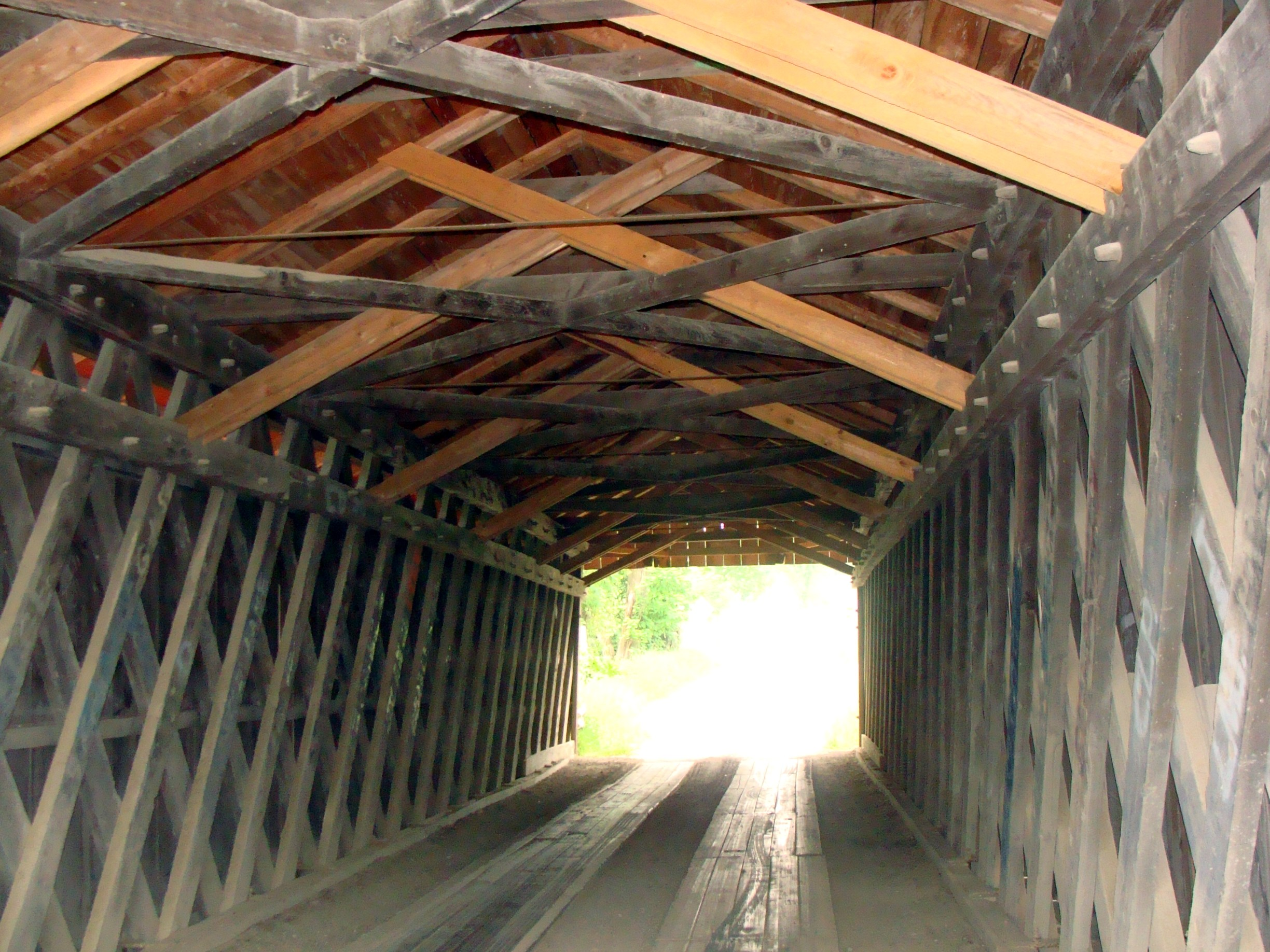
Innenansicht des Bauwerks

Benjamin und June Evans Buch Pennsylvania's covered bridges: a complete guide bezeichnet die Brücke als „in ziemlich ärmlichen Zustand“. Das Federal Highway Administration National Bridge Inventory stellte den Wert, nach dem die Brücke den Ansprüchen genügt mit nur 18,4 Prozent fest. Es wurde festgestellt, dass die Fundamente der Brücke „stabil sind für die vorgefundenen Unterspülungsbedingungen“ und dass die Geländer der Brücke „nicht den derzeit akzeptablen Standards entsprechen“. Die Gesamtsituation wurde als „grundsätzlich intolerierbar [und eine] hohe Priorität von Korrekturmaßnahmen erfordernd“, wobei die geschätzten Kosten auf $ 750,000 veranschlagt wurden.

## Abmessungen der Brücke

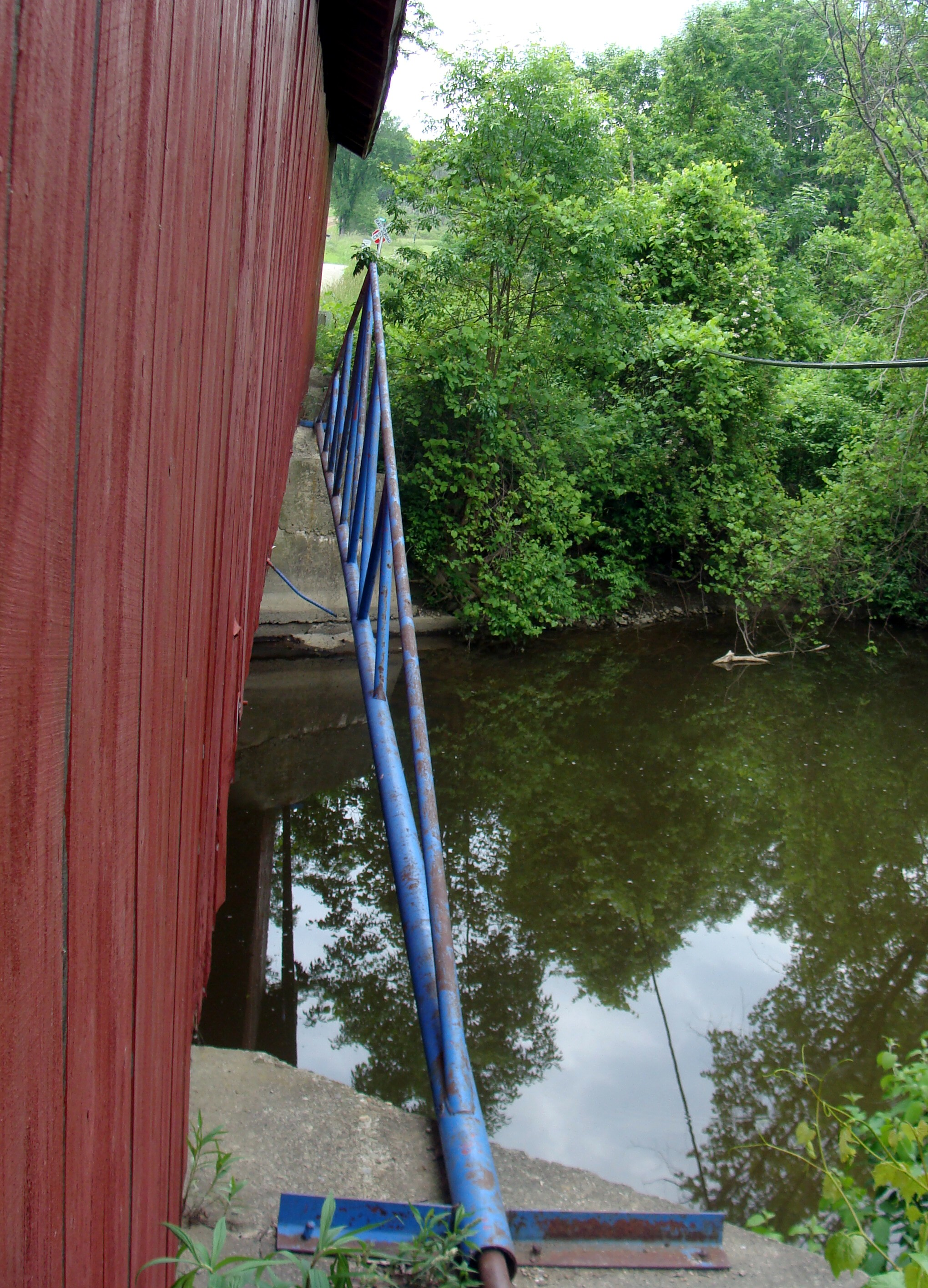
Südliche Seite der Waterford Covered Bridge.

Über die Abmessungen der Brücke gibt es unterschiedliche Veröffentlichungen, die nebenstehende Tabelle vergleicht Länge, Breite und Tragfähigkeit nach den verschiedenen Quellen. Das NBI misst die Länge eine Brücke zwischen den Rückwänden der Brückenköpfe oder den Brückenschwellen und die Fahrbahnbreite als geringste Entfernung zwischen den Geländern oder Leitplanken. Im Registrierungsformular zum National Register of Historic Places wurde durch die Pennsylvania Historical and Museum Commission vorbereitet, die dabei Ingenieure des Countys, historische Gesellschaften und andere befragt hat, als sie für alle gedeckten Brücken des Bundesstaates die Daten ermittelte. Benjamin und June Evans besuchten im Jahr 2001 für ihr Buch jede gedeckte Brücke im Commonwealth of Pennsylvania und maßen die Brückenlänge von Portal zu Portal und die Breite am Portal.
| Länge Fuß (m)        | Weite Fuß (m)      | Tragkraft short tons (t) | Quelle        |
| -------------------- | ------------------ | ------------------------ | ------------- |
| 78 ft (23,8 m)       | 13,7 ft (4,2 m)    | 5,9 short tons (5,4 t)   | NBI (2008)    |
| 78 ft (23,8 m)       | 15 ft (4,6 m)      | 3 short tons (2,7 t)     | NRHP (1979)   |
| 85 ft 11 in (26,2 m) | 15 ft 1 in (4,6 m) | –                        | Evans (2001)  |
| 78 ft (23,8 m)       | 15 ft (4,6 m)      | –                        | Zacher (1986) |